# جک سی. تیلور
جک سی. تیلور (انگلیسی: Jack C. Taylor؛ زادهٔ ۱ ژانویه ۱۹۲۳-درگذشتهٔ ۲ ژوئیهٔ ۲۰۱۶) کارآفرین، بازرگان، مدیر ارشد اجرایی و ژنرال بازنشسته آمریکایی بود که در سال ۱۹۵۷ شرکت اجاره اتومبیل اینترپرایس را تأسیس کرد. پس از آن تا پایان زندگی‌اش، رئیس هیئت مدیره شرکت اینترپرایس بود. شرکت اینترپرایس در سال ۲۰۰۸ از سوی مجله فوربس، در رتبه ۲۱ از فهرست بزرگ‌ترین شرکت‌های خصوصی ایالات متحده آمریکا جای گرفت.